# Tipula jaroslavi
Tipula jaroslavi är en tvåvingeart som beskrevs av Koc 2007. Tipula jaroslavi ingår i släktet Tipula och familjen storharkrankar. Inga underarter finns listade i Catalogue of Life.